# 城陽公主
城陽公主（じょうようこうしゅ、生没年不詳）は、中国の唐の太宗李世民の娘。

## 経歴
李世民と長孫皇后の間に生まれた。杜如晦の子の杜荷に降嫁した。貞観18年（644年）、杜荷は李承乾の廃嫡事件に連座して処刑された。公主は薛瓘に再嫁した。麟徳初年に巫蠱事件のために薛瓘は房州刺史に左遷された。咸亨年間に公主夫妻は房州で世を去った。
子に薛顗・薛紹がいた。薛顗は河東県侯に封ぜられ、済州刺史となり、のちに琅邪王李沖の起兵に呼応して殺された。薛紹は太平公主（城陽公主の姪にあたる）を妻とし、やはり李沖の事件のときに死んだ。

## 伝記資料
- 新唐書巻83 列伝第8「諸帝公主伝」